# Crossocheilus latius
 Crossocheilus latius és una espècie de peix cipriniforme de la família dels ciprínids.

## Morfologia
Els mascles poden assolir els 12,4 cm de longitud total.

## Distribució geogràfica
Es troba a l'Índia, Bangladesh, Myanmar i la Xina.